# رجب (جليكخان)
رجب (بالكردية: Recew‏) (بالتركية: Recep)‏ هي قرية كرديّة رشوانيّة تتبع إداريّاً لمديرية جليكخان في محافظة أديامان التركية، بلغ عدد سكانها 306 نسمة في عام 2021 ويتبعها نجوع آيطوغدي وجم ودكرمن ودوه بوينو واسكيكوي وقياليق وشاهورديك.